# في زاوية أمي
في زاوية أمي هو فيلم وثائقي صدر عام 2020 من إخراج أسماء المدير.

## القصة
بعد اكتشافها بطاقة بريدية قديمة بين أمتعة والدتها، انطلقت المخرجة أسماء المدير في رحلة إلى الزاوية -القرية التي ولدتْ فيها والدتها-. وتتساءلُ في مدى اختلاف الحياة لو لم تغادر والدتها الزاوية أبدا.

## الطاقم
- أم العيد أولقاضي
- تودا أولقاضي
- عائشة فريد
- فاطمة فريد
- محمد أولقاضي

## المهرجانات
- مهرجان ستوكهولم للسينما العربية 2021[4][5]
- مهرجان أمستردام الدولي للفيلم الوثائقي 2021[6]
- مهرجان مالمو للسينما العربية 2021[7]
- مهرجان ليسينيا السينمائي 2021[8][9]
- مهرجان ديربان السينمائي الدولي[10]
- المهرجان الدولي للفيلم بمراكش[11][12]
- مهرجان تطوان لسينما البحر الأبيض المتوسط[13]

## الجوائز
- جائزة أفضل فيلم وثائقي طويل في مهرجان تورنتو لفيلم المرأة (2021)[11]
- جائزة أفضل فيلم وثائقي في مهرجان تطوان لسينما البحر المتوسط (2022)[14]
- الجائزة الكبرى للمهرجان الدولي للفيلم الوثائقي بأكادير (2022)[15]